# Albapomecyna alboplagiata
Albapomecyna alboplagiata är en skalbaggsart som beskrevs av Stefan von Breuning 1980. Albapomecyna alboplagiata ingår i släktet Albapomecyna och familjen långhorningar.
Artens utbredningsområde är Madagaskar. Inga underarter finns listade i Catalogue of Life.